# Песковский сельсовет (Лидский район)
Песковский сельсовет (бел. Пескаўскі сельсавет) — упразднённая административная единица на территории Лидского района Гродненской области Белоруссии.

## История
В 2016 году Белицкий сельсовет и Песковский сельсовет объединены в одну административно-территориальную единицу — Белицкий сельсовет.
Населённые пункты Песковского сельсовета вошли в состав Белицкого сельсовета.

## Состав
Песковский сельсовет включал 11 населённых пунктов:
- Андрашовщина — деревня.
- Белевцы — деревня.
- Бутилы — деревня.
- Ванги — деревня.
- Корытница — деревня.
- Мостовляны — деревня.
- Мотевичи — деревня.
- Песковцы — агрогородок.
- Понемонцы — деревня.
- Чеховщина — деревня.
- Шавдини — деревня.